# Európai Repülésbiztonsági Ügynökség
Az Európai Repülésbiztonsági Ügynökség az Európai Unióhoz tartozó ügynökség, amit 2002. július 15-én hoztak létre. Székhelye Köln, Németország. Teljes funkcióját 2008-ban érte el, amikor átvette az Egyesített Légügyi Hatóságok (JAA – Joint Aviation Authorities) feladatát. Az EASA a repülésbiztonság központi elemét képezi.
Az EASA felelőssége, hogy szabályokat alkosson, kidolgozza a repülésbiztonsággal kapcsolatos jogszabálytervezeteket, tanácsot adjon az EU-s jogszabályok tervezésére, végrehajtására és nyomon kövesse a szabványosításban meghatározott biztonsági szabályokat. Ellenőrzéseket hajt végre, illetve kidolgozza a képzési és szabványosítási rendszereket annak elérése érdekében, hogy ezeket az Európai Unió teljes területén egységesen hajtsák végre. Az EASA köteles a közvéleményt a repülésbiztonság általános helyzetéről tájékoztatni, így minden évben jelentést tesz közzé a vizsgált kockázatokról.
Az EASA hatáskörét az Egységes Európai Égbolt II. Egyezmény javaslatára kiterjesztették a repülőterek és a légiforgalmi szolgáltatások biztosítására, hogy a repülésbiztonság egy igazgatási rendszerben integrálódjon.

## Az EASA joghatósága
Az ügynökség felelős a termékekre: a repülőgépekre, motorokra, propellerekre, továbbá személyekre és szervezetekre alkalmazandó biztonsági szabályok elfogadásáért, valamint a szabályok betartásának biztosítására szolgáló ellenőrzések és vizsgálatok elvégzéséért. Az EASA együttműködik a Nemzeti Légügyi Hatóságokkal az EU-ban, de sok funkciót vett át a légiközlekedés szabványosítása érdekében több EU-s, illetve nem EU-s (Pl.: Törökország) országból. AZ EASA felelős azért, hogy segítse az Európai Bizottság tárgyalásait a nemzetközi harmonizáció megállapodások érdekében tett tárgyalásokat a világ többi részén. Az EASA további feladatai közé tartozik a légialkalmassági bizonyítványok kiadása, szekértői vélemények elkészítése. A 2008.február 20-i 216/2008/EK rendelet bővítette az EASA hatáskörét a légi műveletek, a pilóták szakszolgálati engedélyei és – az 1944. évi Chicagói Egyezmény határain belül – a harmadik országok légi járműveinek biztonsága érdekében.

## Független és elszámoltatható
Az Európai Repülésbiztonsági Ügynökség 2003-ban, az 1592/2002/EK európai parlamenti és tanácsi rendelet alapján kezdte meg működését. Az európai jogszabályok hatálya alá tartozó független uniós szervként a tagállamoknak és az EU intézményeinek tartozik felelősseggel. Az Ügynökség költségvetését és munkaprogramját a tagállamok és az Európai Bizottság képviselőiből álló igazgatóság fogadja el. A légi közlekedési ipar számos konzultatív és tanácsadó bizottságon keresztül aktívan reszt vesz az Ügynökség munkájában. Ezenkívül egy független fellebbezési tanács is működik.

## Növekedés
A kölni (Németország) székhellyel rendelkező Ügynökség már 500 szakértőt alkalmaz, akik közt valamennyi tagállam képviselőit megtalálhatjuk. Az Ügynökség a következő évek során is magasan képzett szakembereket és adminisztrátorokat toboroz majd, miközben megszilárdítja az európai repülésbiztonság kiválósági központjaként betöltött pozícióját.

## Nemzetközi együttműködések
Az Európai Repülésbiztonsági Ügynökség világszerte szoros munkakapcsolatot tart fenn a hozzá hasonló szervezetekkel, beleértve a Nemzetközi Polgári Repülési Szervezetet (ICAO), az egyesült államokbeli Szövetségi Repülési Hivatalt (FAA), továbbá a kanadai, brazil, izraeli, kínai és orosz légügyi hatóságokat. Az Ügynökség és az imént említett szervezetek közti megállapodások a szabványok összehangolását és a repülésbiztonságra vonatkozó legjobb gyakorlatok világszerte történő előmozdítását célozzak.

## Fordítás
- Ez a szócikk részben vagy egészben  az   European Aviation Safety Agency című angol Wikipédia-szócikk fordításán alapul.  Az eredeti cikk szerkesztőit annak laptörténete sorolja fel. Ez a jelzés csupán a megfogalmazás eredetét és a szerzői jogokat jelzi, nem szolgál a cikkben szereplő információk forrásmegjelöléseként.